# Vermogensrecht
Als objectief recht omvat het rechtsgebied van het vermogensrecht als onderdeel van het privaatrecht het geheel van bepalingen dat betrekking heeft op vermogensbestanddelen. Twee grote gebieden in het vermogensrecht zijn het goederenrecht en het verbintenissenrecht. 
Het vermogensrecht geeft onder meer regels voor het verkrijgen en verlies van eigendom, bijvoorbeeld het verkrijgen van de eigendom van een woonhuis door middel van het sluiten van een koopovereenkomst, het vasthouden daarvan bij notariële akte en inschrijving van de akte in de registers van het Kadaster, maar ook de regels voor het aangaan van schulden, het sluiten van een overeenkomst van lening bijvoorbeeld.

## Nederland
Het vermogensrecht is vastgelegd in de Boeken 3, 4, 5 en 6 van het Burgerlijk Wetboek (BW). Het erfrecht behoort ook tot het vermogensrecht, niet tot het personen- en familierecht zoals wel wordt gedacht, het heeft een aparte regeling gekregen in Boek 4 BW. Voor meer bijzondere bepalingen, zie onder Goederenrecht en Verbintenissenrecht.
| Schema Nederlands vermogensrecht                       | Schema Nederlands vermogensrecht                               | Schema Nederlands vermogensrecht                                                                                    | Schema Nederlands vermogensrecht                                                                             | Schema Nederlands vermogensrecht                                                            | Schema Nederlands vermogensrecht                                                            | Schema Nederlands vermogensrecht                                                            | Schema Nederlands vermogensrecht                                                            |
| ------------------------------------------------------ | -------------------------------------------------------------- | --- | --- | ------------------------------------------------------------------------------------------- | ------------------------------------------------------------------------------------------- | ------------------------------------------------------------------------------------------- | ------------------------------------------------------------------------------------------- |
| (excl. erfrecht, Boek 4 BW)                            |                                                                | | |                                                                                             |                                                                                             |                                                                                             |                                                                                             |
| ABSOLUTE OF EXCLUSIEVE RECHTEN : (gelden jegens allen) | ABSOLUTE OF EXCLUSIEVE RECHTEN : (gelden jegens allen)         | ABSOLUTE OF EXCLUSIEVE RECHTEN : (gelden jegens allen)                                                              | ABSOLUTE OF EXCLUSIEVE RECHTEN : (gelden jegens allen)                                                       | RELATIEVE OF PERSOONLIJKE RECHTEN : (vorderingsrechten) (gelden slechts jegens wederpartij) | RELATIEVE OF PERSOONLIJKE RECHTEN : (vorderingsrechten) (gelden slechts jegens wederpartij) | RELATIEVE OF PERSOONLIJKE RECHTEN : (vorderingsrechten) (gelden slechts jegens wederpartij) | RELATIEVE OF PERSOONLIJKE RECHTEN : (vorderingsrechten) (gelden slechts jegens wederpartij) |
| GOEDERENRECHT                                          | GOEDERENRECHT                                                  | GOEDERENRECHT | RECHTEN op VOORTBRENGSELEN VAN DE MENSELIJKE GEEST (gepland voor Boek 9 BW) auteursrecht, octrooirecht, enz. | VERBINTENISSENRECHT (Boek 6 en 7 BW)                                                        | VERBINTENISSENRECHT (Boek 6 en 7 BW)                                                        | VERBINTENISSENRECHT (Boek 6 en 7 BW)                                                        | VERBINTENISSENRECHT (Boek 6 en 7 BW)                                                        |
| Zakelijke rechten (Boek 5 BW)                          | Zakelijke rechten (Boek 5 BW)                                  | Rechten op (absolute en relatieve) vermogensrechten Dit kunnen ook rechten zijn op vorderingsrechten! aandeel, enz. | RECHTEN op VOORTBRENGSELEN VAN DE MENSELIJKE GEEST (gepland voor Boek 9 BW) auteursrecht, octrooirecht, enz. | Verbintenisscheppende overeenkomsten                                                        | Verbintenisscheppende overeenkomsten                                                        | Verbintenissen uit de wet                                                                   | Verbintenissen uit de wet                                                                   |
| Volledig recht op een zaak eigendom                    | Beperkt recht op een zaak erfpacht, mandeligheid, opstal, enz. | Rechten op (absolute en relatieve) vermogensrechten Dit kunnen ook rechten zijn op vorderingsrechten! aandeel, enz. | RECHTEN op VOORTBRENGSELEN VAN DE MENSELIJKE GEEST (gepland voor Boek 9 BW) auteursrecht, octrooirecht, enz. | Eenzijdige overeenkomst schenking, enz.                                                     | Meerzijdige overeenkomst ruil, koop, huur, enz.                                             | Onrechtmatige daad (Boek 6 BW, titel 3)                                                     | Rechtmatige daad zaakwaarneming, ongerechtvaardigde verrijking, onverschuldigde betaling    |

### Boek 3 van het Burgerlijk Wetboek
Enkele onderdelen van Boek 3 van het Burgerlijk Wetboek zijn bijvoorbeeld:
- Titel 1. Algemene bepalingen
  - Art. 1: Goed
  - Art. 4: Natrekking
  - Art. 6: Vermogensrecht
  - Art. 7: Afhankelijk recht
  - Art. 8: Beperkte rechten
  - Art. 9: Vrucht
  - Art. 10 Registergoed
  - Art. 11 Goede trouw
  - Art. 12 Redelijkheid en billijkheid
  - Art. 15a Elektronische handtekening
- Titel 2. Rechtshandelingen
- Titel 3. Volmacht
- Titel 4. Verkrijging en verlies van goederen
  - Art. 81 Vestiging en tenietgaan van een beperkt recht
  - Afdeling 2. Overdracht van goederen en afstand van beperkte rechten
- Titel 7. Gemeenschap
- Titel 8. Vruchtgebruik
- Titel 9. Rechten van pand en hypotheek

## België
In het Belgische recht is het vermogensrecht ingedeeld in het zakenrecht of goederenrecht, het erfrecht, de schenkingen en testamenten, het huwelijksgoederenrecht, het verbintenissenrecht, de contracten, de zakelijke zekerheden en het handelsrecht.